# Jasper Forest
La Jasper Forest est un site du comté d'Apache, dans l'Arizona, présentant une grande concentration de bois pétrifié. Elle est protégée au sein du parc national de Petrified Forest.